# 고양군·파주군
고양군·파주군은 대한민국의 옛 국회의원 선거구이다. 당시 경기도 고양군과 파주군 지역을 관할했다.

## 역사
제6대 국회의원 선거를 앞두고 고양군, 파주군 선거구가 통합되면서 신설되었다.
제8대 국회의원 선거를 앞두고 고양군, 파주군 선거구로 다시 한 번 분리되면서 폐지되었다.

## 역대 국회의원
| 선거   | 정당 | 정당       | 의원   |
| ------ | ---- | ---------- | ------ |
| 1963년 |      | 민정당     | 황인원 |
| 1967년 |      | 민주공화당 | 신윤창 |

## 역대 선거 결과

### 대한민국 제6대 국회의원 선거
|  | 36.18% |

|  | 21.11% |

|  | 11.01% |

|  | 9.37% |

|  | 8.85% |

|  | 5.92% |

|  | 2.91% |

|  | 2.40% |

|  | 2.22% |

### 대한민국 제7대 국회의원 선거
|  | 63.89% |

|  | 33.37% |

|  | 1.50% |

|  | 0.79% |

|  | 0.43% |